# 579 (číslo)
Pět set sedmdesát devět je přirozené číslo. Následuje po čísle pět set sedmdesát osm a předchází číslu pět set osmdesát. Římskými číslicemi se zapisuje DLXXIX a řeckými číslicemi φοθ.

## Matematika
579 je:
- Deficientní číslo
- Poloprvočíslo
- Nešťastné číslo

## Astronomie
- (579) Sidonia je planetka hlavního pásu, kterou objevil v roce 1905 August Kopff

## Roky
- 579
- 579 př. n. l.